# Triaenodes perissotes
Triaenodes perissotes är en nattsländeart som beskrevs av Arturs Neboiss och Wells 1998. Triaenodes perissotes ingår i släktet Triaenodes och familjen långhornssländor. Inga underarter finns listade i Catalogue of Life.